# 台湾香荚兰
台湾香荚兰，也叫台灣凡尼蘭、台灣梵尼蘭，是兰科香荚兰属的一个种，分布于台湾、越南北部、老挝等地。